# Chelifera emeishanica
Chelifera emeishanica är en tvåvingeart som beskrevs av Horvat 2002. Chelifera emeishanica ingår i släktet Chelifera och familjen dansflugor.
Artens utbredningsområde är Sichuan (Kina). Inga underarter finns listade i Catalogue of Life.